# Tomlinson Fort

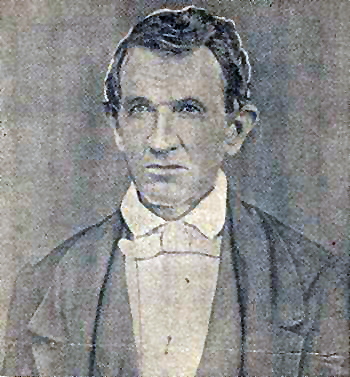
Tomlinson Fort

Tomlinson Fort (* 14. Juli 1787 in Warrenton, Georgia; † 11. Mai 1859 in Milledgeville, Georgia) war ein US-amerikanischer Politiker. Zwischen 1827 und 1829 vertrat er den Bundesstaat Georgia im US-Repräsentantenhaus.

## Leben
Tomlinson Fort besuchte zunächst die Schulen seiner Heimat. Nach einem anschließenden Medizinstudium am Philadelphia Medical College und seiner im Jahr 1810 erfolgten Zulassung als Arzt begann er in seinem neuen Beruf zu arbeiten. Während des Britisch-Amerikanischen Krieges von 1812 war er Hauptmann in einer Freiwilligeneinheit. Nach dem Krieg begann er eine politische Laufbahn. In den 1820er Jahren schloss er sich der Bewegung um den späteren Präsidenten Andrew Jackson an. Später wurde er Mitglied der von diesem gegründeten Demokratischen Partei.
Voen 1818 und 1826 war Fort Abgeordneter im Repräsentantenhaus von Georgia. Bei den unionsweit abgehaltenen Kongresswahlen des Jahres 1826 wurde er für das dritte Abgeordnetenmandat von Georgia in das US-Repräsentantenhaus in Washington, D.C. gewählt, wo er am 4. März 1827 die Nachfolge von George Cary antrat. Bis zum 3. März 1829 absolvierte er eine Legislaturperiode im Kongress. Diese war von heftigen Diskussionen zwischen Anhängern und Gegnern von Andrew Jackson bestimmt.
Nach seinem Ausscheiden aus dem US-Repräsentantenhaus arbeitete Tomlinson Fort zunächst wieder als Arzt. Von 1832 bis zu seinem Tod war er Präsident der State Bank of Georgia. Er starb am 11. Mai 1859 in Milledgeville.